# انرژی در اسرائیل

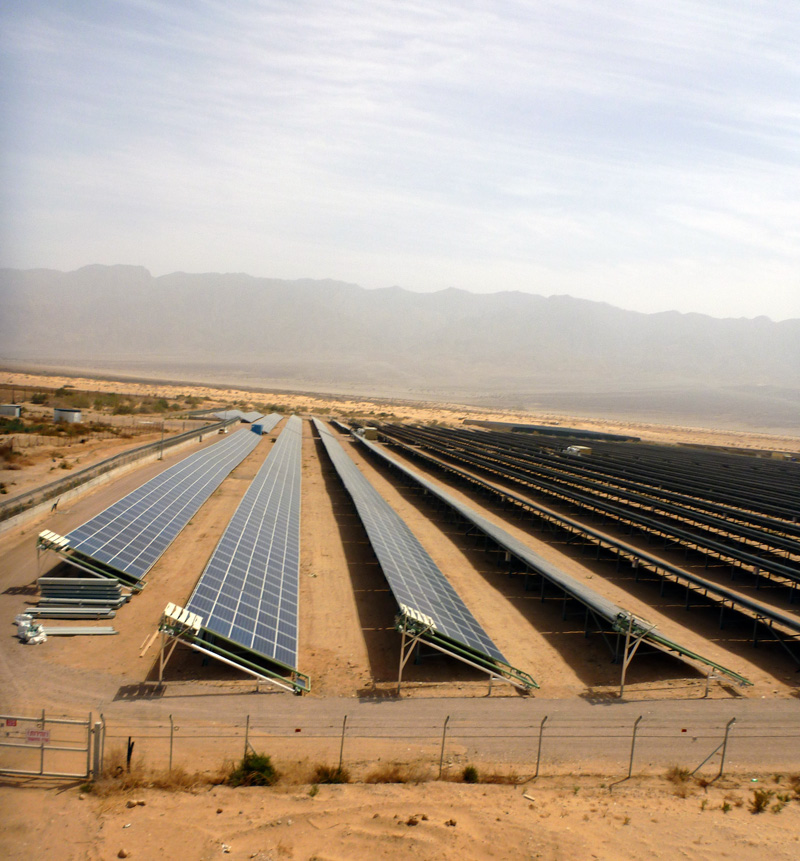
مزرعه خورشیدی، کیبوتص یفاز، اسرائیل

میزان مصرف انرژی بر حسب منبع، اسرائیل

بیشتر انرژی در اسرائیل از سوخت‌های فسیلی تأمین می‌شود. مجموع تقاضای انرژی اولیه این کشور به‌طور قابل توجهی بیشتر از مجموع تولید انرژی اولیه است و برای تأمین نیازهای انرژی خود به شدت به واردات آن، متکی است. مجموع مصرف انرژی اولیه در سال ۲۰۱۶، ۳۰۴ تراوات‌ساعت (۱٫۰۳۷ کوآد) بود.
در سال ۲۰۱۷ مصرف برق در اسرائیل ۵۷٬۱۴۹ گیگاوات ساعت بود، در حالی که تولید برق معادل ۶۴٬۶۷۵ گیگاوات‌ساعت بود که با صادرات خالص ۴٫۹۴ تراوات‌ساعت همراه بود. ظرفیت تولید نصب شده در سال ۲۰۱۴، حدود ۱۶٫۲۵ گیگاوات بود که تقریباً تمام آن از طریق نیروگاه‌های سوخت فسیلی می‌باشد و به‌طور عمده با سوخت ذغال سنگ و گاز به فعالیت می‌پرداختند. انرژی تجدیدپذیر با ظرفیت نصب شده فتوولتائی خورشیدی کم، سهم کوچکی از تولید برق را به خود اختصاص داده است. با این حال، در مجموع بیش از ۱٫۳ میلیون آب گرم کن خورشیدی، در پیامد آیین‌نامه الزامی آب گرم کن  خورشیدی، نصب شده است.
در سال ۲۰۱۸، ۷۰ درصد برق از گاز طبیعی و ۴ درصد از انرژی‌های تجدیدپذیر تأمین گردید که ۹۵ درصد از سهم تولید برق توسط انرژی‌های تجدیدپذیر، از طریق فتوولتایی خورشیدی بود.
در سال ۲۰۲۰، دولت متعهد شد که تا سال ۲۰۳۰، سهم انرژی‌های تجدیدپذیر را به ۳۰ درصد برساند. این هدف در نظر گرفته شده، زمانی که اسرائیل در کنفرانس تغییرات آب و هوایی سازمان ملل متحد (COP26) به منظور حذف تدریجی ذغال سنگ به عنوان سوخت در تولید انرژی تا سال ۲۰۲۵ تعهد داد و اینکه انتشار گاز گلخانه‌ای را تا سال ۲۰۵۰ به صفر برساند، در سال ۲۰۲۱ مورد تجدید نظر قرار گرفت.
بخش حمل و نقل از لحاظ تاریخی تقریباً به‌طور کامل به سوخت‌های مشتق شده از نفت متکی بوده است، زیرا هم خودروهای شخصی و هم اتوبوس‌های حمل‌ونقل عمومی عمدتاً به بنزین یا گازوئیل متکی بودند، و علی‌رغم تلاش‌ها برای تغییر این موضوع هنوز هم به این سوخت‌ها متکی هستند. با این حال، اسرائیل ملتزم به گذار تحرک (mobility transition) است که شامل برقی‌سازی شبکه راه‌آهن اسرائیل (با راه‌آهن تل‌آویو-اورشلیم در سال ۲۰۱۸ شروع شد) و ساخت قطار سبک اورشلیم، تله‌کابین‌های حمل و نقل عمومی در حیفا و قطار سبک تل‌آویو است. در سال ۲۰۱۸، اسرائیل تاریخ در نظر گرفته شده برای حذف تدریجی وسایل نقلیه با سوخت فسیلی (یعنی پایان دادن به فروش آتی خودروهای جدید با سوخت فسیلی) را برای سال ۲۰۳۰ تعیین کرد.

## تاریخچه
در طول تاریخ اسرائیل، تأمین منابع انرژی همواره یکی از نگرانی‌های اصلی سیاست‌گذاران این کشور بوده است. شرکت برق اسرائیل (Israel Electric Corporation) که تاریخچه‌ی آن به سال ۱۹۲۳ و تأسیس نخستین نیروگاه آبی رود اردن بازمی‌گردد، اصلی‌ترین تولیدکننده و توزیع‌کننده برق در اسرائیل به شمار می‌رود.
اکتشاف نفت در سال ۱۹۴۷ در یک ساختار سطحی در منطقه حلتز در دشت ساحلی جنوبی آغاز شد. نخستین کشف، چاه حلتز-۱، در سال ۱۹۵۵ تکمیل شد و پس از آن در سال ۱۹۵۷ چند چاه کوچک دیگر در مناطق کوخاف، برو، اشدود و زوک تمرور کشف و توسعه یافتند. میدان مشترک حلتز–برو–کوخاف در مجموع ۱۷.۲ میلیون بشکه نفت تولید کرد که در مقایسه با مصرف ملی، مقدار ناچیزی به‌شمار می‌رود. از اوایل دهه ۱۹۵۰ تاکنون، حدود ۴۸۰ چاه نفت و گاز، چه در خشکی و چه در دریا، در اسرائیل حفاری شده‌اند که بیشتر آن‌ها موفقیت تجاری نداشته‌اند. در سال‌های ۱۹۵۸ تا ۱۹۶۱، چند میدان گاز کوچک در صحرای جنوبی یهودا کشف شدند. از زمان جنگ شش‌روزه تا معاهده جداسازی با مصر در سال ۱۹۷۵، اسرائیل مقادیر زیادی نفت از میدان نفتی ابو رودس در صحرای سینا استخراج می‌کرد.
در سال ۱۹۵۱، کشورهای عربی شرکت‌های نفتی آمریکایی فعال در عربستان سعودی را متهم کردند به اینکه نفت را به دولت‌های آمریکای مرکزی می‌فروشند؛ کشورهایی که با دور زدن محاصره عربی علیه اسرائیل، این نفت را دوباره به پالایشگاه حیفا می‌فروختند.
انرژی خورشیدی در اسرائیل از دهه ۱۹۵۰ تاکنون به‌عنوان اصلی‌ترین منبع انرژی تجدیدپذیر مورد استفاده قرار گرفته است؛ در ابتدا عمدتاً برای گرم‌کننده‌های خورشیدی آب. استفاده تجاری از فناوری فتوولتائیک (تولید برق از نور خورشید) تنها در قرن بیست و یکم در اسرائیل آغاز شد، اما از آن زمان تاکنون رشد سریعی داشته است.
در سال ۲۰۲۱، نخست‌وزیر نفتالی بنت در کنفرانس تغییرات اقلیمی سازمان ملل (COP26) تعهد داد که اسرائیل تا سال ۲۰۲۵ استفاده از زغال‌سنگ برای تولید انرژی را متوقف کند و تا سال ۲۰۵۰ به سطح خالص صفر در انتشار گازهای گلخانه‌ای برسد.

## انرژی اولیه

### گاز طبیعی
از زمان تأسیس اسرائیل در سال ۱۹۴۸، این کشور به واردات انرژی از سایر کشورها وابسته بوده است. به‌طور مشخص، اسرائیل در سال ۲۰۱۳ حدود ۷ میلیارد متر مکعب گاز طبیعی تولید کرد و در سال ۲۰۱۱ حدود ۷۲۰ میلیون متر مکعب وارد نمود. به‌طور تاریخی، اسرائیل گاز طبیعی را از طریق خط لوله العریش–اشکلون از مصر وارد کرده است. مصر دومین تولیدکننده بزرگ گاز طبیعی در شمال آفریقا به‌شمار می‌رود. در سال ۲۰۰۵، مصر قراردادی به ارزش ۲.۵ میلیارد دلار با اسرائیل امضا کرد تا سالانه ۵۷ میلیارد فوت مکعب گاز به مدت پانزده سال تأمین کند. طبق این توافق، مصر حدود ۴۰ درصد از تقاضای گاز طبیعی اسرائیل را تأمین می‌کرد. شرکت برق اسرائیل (IEC) بیش از ۹۵ درصد از بخش برق این کشور را در اختیار دارد و مسئول تولید، توزیع و انتقال برق است. این شرکت دارای قانونی برای توزیع گاز طبیعی است که هدف آن تنظیم مقررات مربوط به توزیع گاز طبیعی در اسرائیل و ایجاد رقابت در بازار است.

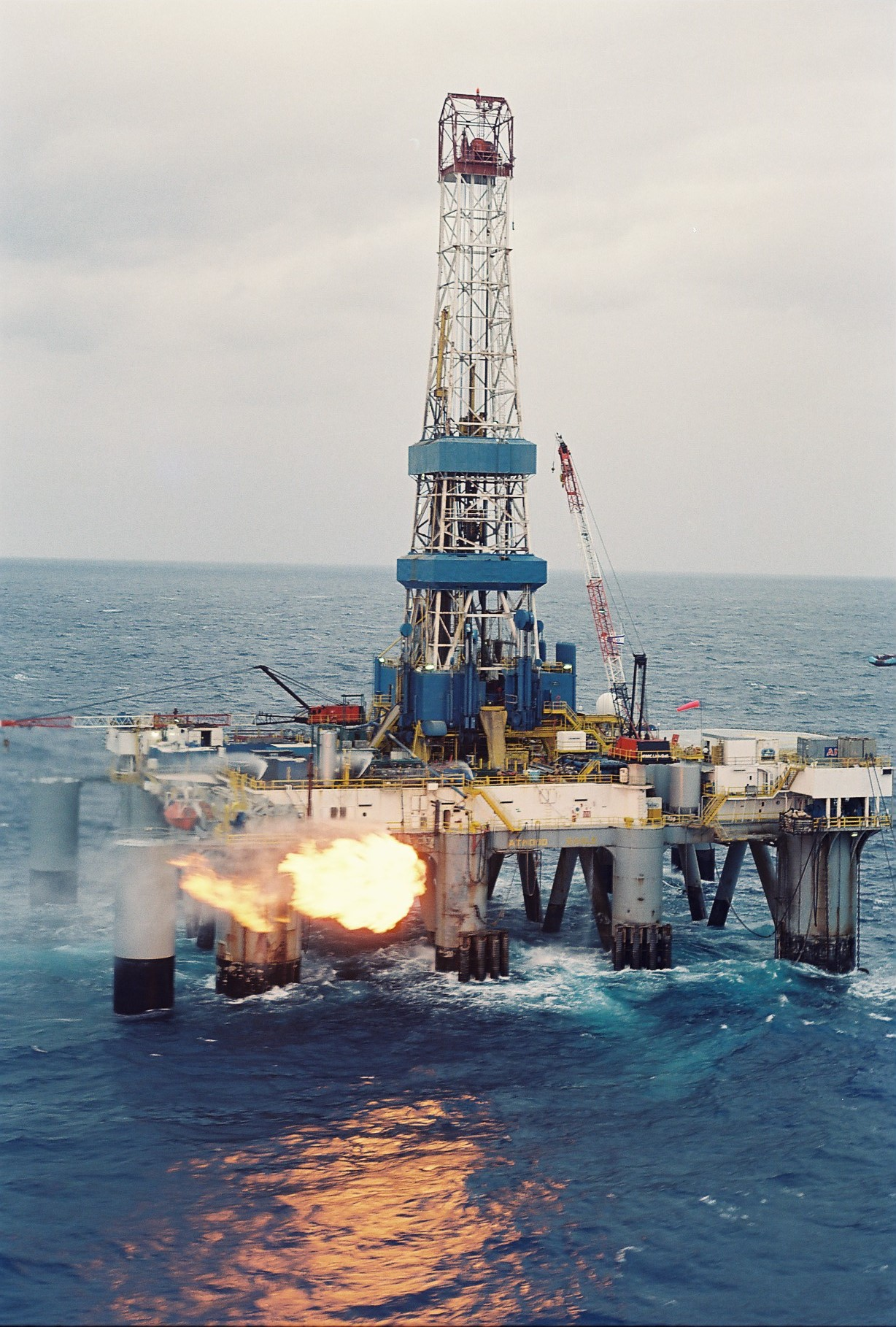
حفاری برای گاز طبیعی در دریای مدیترانه، میدان گازی نوا

اکتشاف میدان گازی تمر (Tamar) در سال ۲۰۰۹ و میدان گازی لویاتان (Leviathan) در سال ۲۰۱۰ در سواحل اسرائیل بسیار مهم بود. ذخایر گاز طبیعی در این دو میدان — که میدان لویاتان حدود ۱۹ تریلیون فوت مکعب گاز در خود دارد — می‌تواند موجب افزایش امنیت انرژی اسرائیل شود. اسرائیل در سال ۲۰۱۳ تولید تجاری گاز طبیعی از میدان تمر را آغاز کرد و در سال ۲۰۱۹ نیز تولید از میدان لویاتان را شروع نمود. طبق برآوردهای محافظه‌کارانه، تا سال ۲۰۱۷ میدان لویاتان به‌تنهایی آن‌قدر گاز دارد که می‌تواند نیازهای داخلی اسرائیل را به مدت ۴۰ سال تأمین کند.
علاوه بر این، میدان گازی کاریش در سال ۲۰۲۲ پس از توافق اسرائیل با لبنان که مناقشه مرزی دریایی بین دو کشور را حل کرد، شروع به تولید کرد.

## برق
بخش برق اسرائیل عمدتاً متکی به سوخت‌های فسیلی است. در سال ۲۰۱۵، مصرف انرژی در اسرائیل ۵۲.۸۶ تراوات‌ساعت (TWh) بود که معادل ۶۵۶۲ کیلووات‌ساعت به ازای هر نفر است. شرکت برق اسرائیل (IEC) که متعلق به دولت است، بیشترین تولید برق در اسرائیل را بر عهده دارد و ظرفیت تولید آن در سال ۲۰۱۶ برابر با ۱۱,۹۰۰ مگاوات بود. در همان سال، سهم IEC از بازار برق حدود ۷۱ درصد بوده است.

### سوخت های هیدروکربنی
بیشتر برق در اسرائیل از سوخت‌های هیدروکربنی تولید می‌شود.
پادگاهایی که از سوخت ذغال سنگ بهره میبرند: آورت رابین، و روتنبرگ. 
پادگاهایی که از سوخت دیزل بهره میبرند: آورت رابین، روتنبرگ، اشکول، حیفا، ایلات، ایتان، آلون تبور،حرتوب، کیناروت، آتاروت، تسافیت، سزاریا و رعنانا.
پادگاهایی که از سوخت گاز طبیعی بهره میبرند: اشکول، ردینگ، حیفا،  آلون تبور، گزر، حگیت، تسافیت و رمت حوبب.

### انرژی‌های تجدیدپذیر
تا سال ۲۰۱۹، ظرفیت تولید انرژی‌های تجدیدپذیر در اسرائیل به ۱۵۰۰ مگاوات رسید که تقریباً همه آن از انرژی خورشیدی بود و ظرفیت آن ۱۴۳۸ مگاوات بود. منابع دیگر شامل انرژی بادی با ظرفیت ۲۷ مگاوات، بیوگاز با ۲۵ مگاوات، نیروگاه‌های آبی با ۷ مگاوات و سایر انرژی‌های زیستی با ۳ مگاوات بودند. از میان انرژی خورشیدی، فناوری فتوولتائیک با ظرفیت ۱۱۹۰ مگاوات بیشترین سهم را داشت و انرژی خورشیدی متمرکز نیز ۲۴۸ مگاوات از طریق نیروگاه آشلایم تأمین کرد.
در همان سال، ۴.۷٪ از کل مصرف برق اسرائیل از طریق پنل‌های خورشیدی فتوولتائیک تأمین شد. ظرفیت تولید حدود ۰.۵۶ گیگاوات در سال ۲۰۱۹ نصب گردید.
علاوه بر انرژی‌های تجدیدپذیر، اسرائیل چندین نیروگاه برق آبی ذخیره‌ای با پمپاژ آب در دست ساخت دارد که مجموع ظرفیت آن‌ها به ۸۰۰ مگاوات می‌رسد.
در سال ۲۰۲۲، ۱۱.۸٪ از ترکیب انرژی اسرائیل از منابع انرژی تجدیدپذیر تأمین شد که مجموع ظرفیت تولید انرژی تجدیدپذیر در این سال به ۴,۷۶۵ مگاوات رسید. اکثریت قاطع منابع تجدیدپذیر اسرائیل از انرژی خورشیدی تأمین می‌شود، از جمله نیروگاه‌های تزیلیم، کیتورا سان، نیروگاه آشلایم، پارک خورشیدی دیمونا با ظرفیت ۳۳۰ مگاوات و پارک خورشیدی تاناخ با ظرفیت ۲۵۰ مگاوات.
مقامات دولت اسرائیل و سازمان برق این کشور هدف‌گذاری کرده‌اند که تا سال ۲۰۳۰، ۳۰٪ از انرژی کشور از منابع تجدیدپذیر تأمین شود. با وجود این هدف، گزارشی از سازمان همکاری و توسعه اقتصادی (OECD) در مه ۲۰۲۳ هشدار داد که اسرائیل در رسیدن به اهداف کاهش انتشار گازهای گلخانه‌ای خود عقب‌مانده است که این تا حد زیادی به دلیل استخراج گاز طبیعی است.
در ژوئن ۲۰۲۳، بزرگ‌ترین پروژه انرژی تجدیدپذیر اسرائیل، پروژه بادهای جنسیس شرکت Enlight Renewable Energy، در نزدیکی روستاهای کشِت و یوناتان در بلندی‌های جولان آغاز به کار کرد. این مزرعه بادی با ظرفیت ۲۰۷ مگاوات، انرژی پاک مورد نیاز ۷۰,۰۰۰ خانوار را تأمین می‌کند، دارای کابل زیرزمینی فشار قوی ۱۶۱ کیلوولت به طول ۲۷ کیلومتر است و سالانه حدود ۱۸۰,۰۰۰ تن از انتشار دی‌اکسید کربن جلوگیری می‌کند.
در سال ۲۰۲۳، با اشاره به کمبود زمین برای پارک‌های خورشیدی فتوولتائیک زمینی، اسرائیل قانون‌گذاری کرد که همه ساختمان‌های تجاری جدید باید پنل‌های خورشیدی فتوولتائیک روی بام نصب کنند. در سپتامبر ۲۰۲۳، اسرائیل بیش از ۲ گیگاوات به شبکه ملی انرژی خود اضافه کرد تا پروژه‌های انرژی تجدیدپذیر، به‌ویژه انرژی خورشیدی، به شبکه متصل شوند.

### انرژی‌ اتمی
تا سال ۲۰۱۳، اسرائیل هیچ تولید برق هسته‌ای نداشته است، اگرچه یک راکتور هسته‌ای آب سنگین در مرکز تحقیقات هسته‌ای نقب (Negev Nuclear Research Center) دارد.
در ژانویه ۲۰۰۷، بنیامین بن‌الیزر، وزیر زیرساخت‌های اسرائیل، اظهار داشت که کشورش باید تولید انرژی هسته‌ای برای مصارف غیرنظامی را بررسی کند. با این حال، در پی حادثه هسته‌ای فوکوشیما، نخست‌وزیر بنیامین نتانیاهو در ۱۷ مارس ۲۰۱۱ گفت: «فکر نمی‌کنم در سال‌های آینده به دنبال توسعه انرژی هسته‌ای غیرنظامی باشیم.»

## آبگرمکن خورشیدی

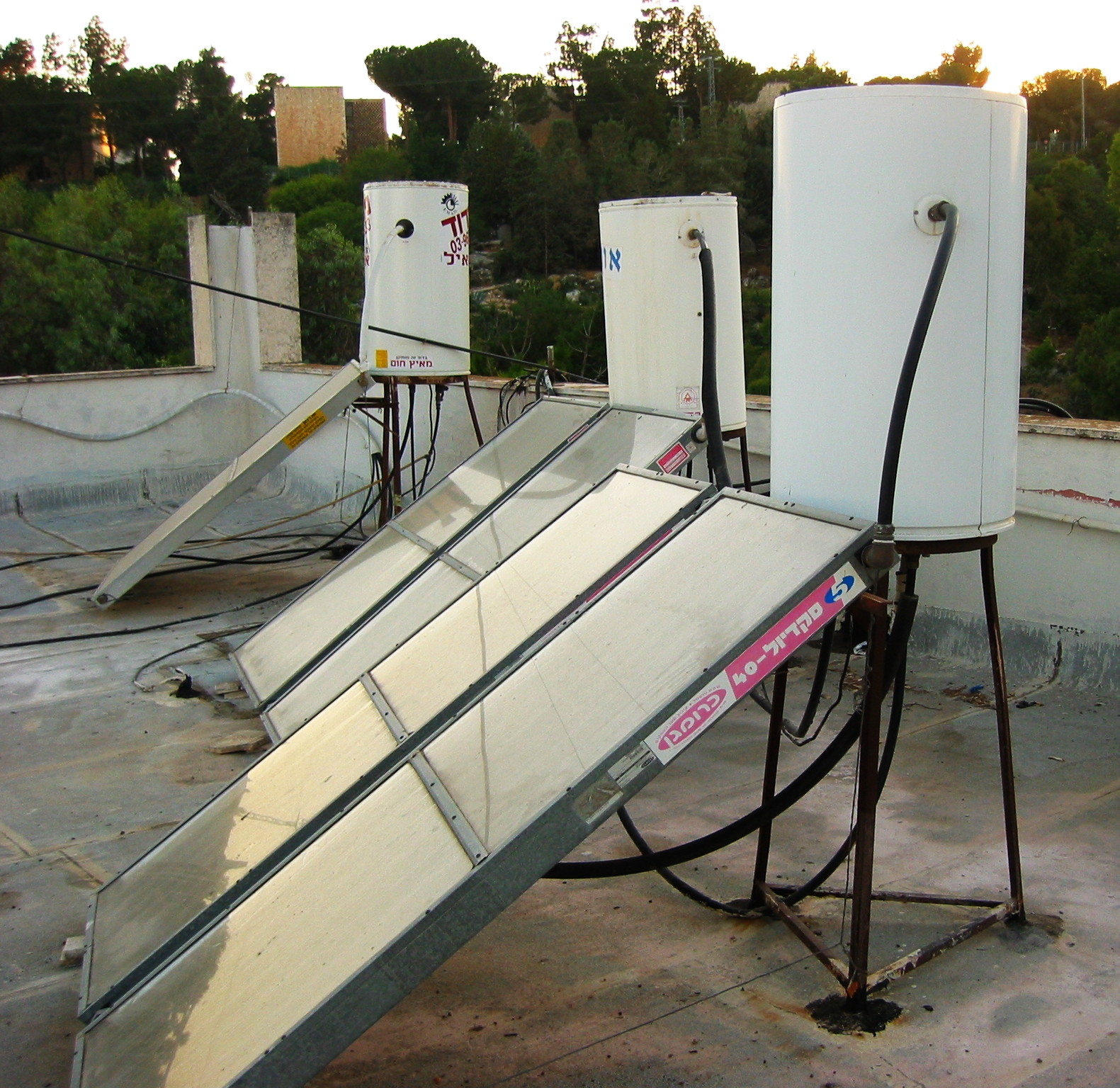
آبگرمکن خورشیدی پشت‌بام در اورشلیم

اسرائیل یکی از پیشقراولان استفاده از انرژی حرارتی خورشیدی سرانه در جهان است. از اوایل دهه ۱۹۹۰، تمام ساختمان‌های مسکونی جدید توسط دولت ملزم به نصب سیستم‌های آب گرم کن خورشیدی شده‌اند، وزارت زیرساخت ملی اسرائیل برآورد کرده است که پنل‌های خورشیدی برای گرم کردن آب، ۴ درصد از کل نیاز انرژی کشور را تأمین می‌کند. اسرائیل و قبرس پیشقراولان سرانه استفاده از سیستم‌های آب گرم خورشیدی هستند که بیش از ۹۰ درصد خانه‌ها از آن استفاده می‌کنند.وزارت زیرساخت‌های ملی تخمین می‌زند که آب گرم کن خورشیدی باعث صرفه جویی ۲ میلیون بشکه نفت در سال می‌شود.